# Deià
Pour les articles homonymes, voir Delia (homonymie).
Deià, en catalan et officiellement (Deyá en castillan), est une commune d'Espagne de l'île de Majorque dans la communauté autonome des Îles Baléares. Elle est située à l'ouest de l'île sur la côte et fait partie de la comarque de la Serra de Tramuntana.

## Géographie

Localisation de l'île Majorque dans les Îles Baléares.
Localisation de Deià dans l'île de Majorque.
Localisation de la comarque de la Serra de Tramuntana dans l'île de Majorque.

Deià se trouve sur un promontoire rocheux proche de la mer au bord de la Sierra de Tramontana.
La municipalité est limitrophe de Sóller, Bunyola et Valldemossa.
Le hameau de Llucalcari avec la chapelle de la Mare de Déu fait également partie de la municipalité de Deià.

## Histoire
Le nom de Deià est mentionné pour la première fois en 1583 dans les archives de Valldemossa.

## Culture et patrimoine

### Patrimoine
Les centres d’intérêt culturel sont :
- Musée archéologique ;
- Musée de l’église ;
- Musée de Son Marroig.

### Village d’artistes

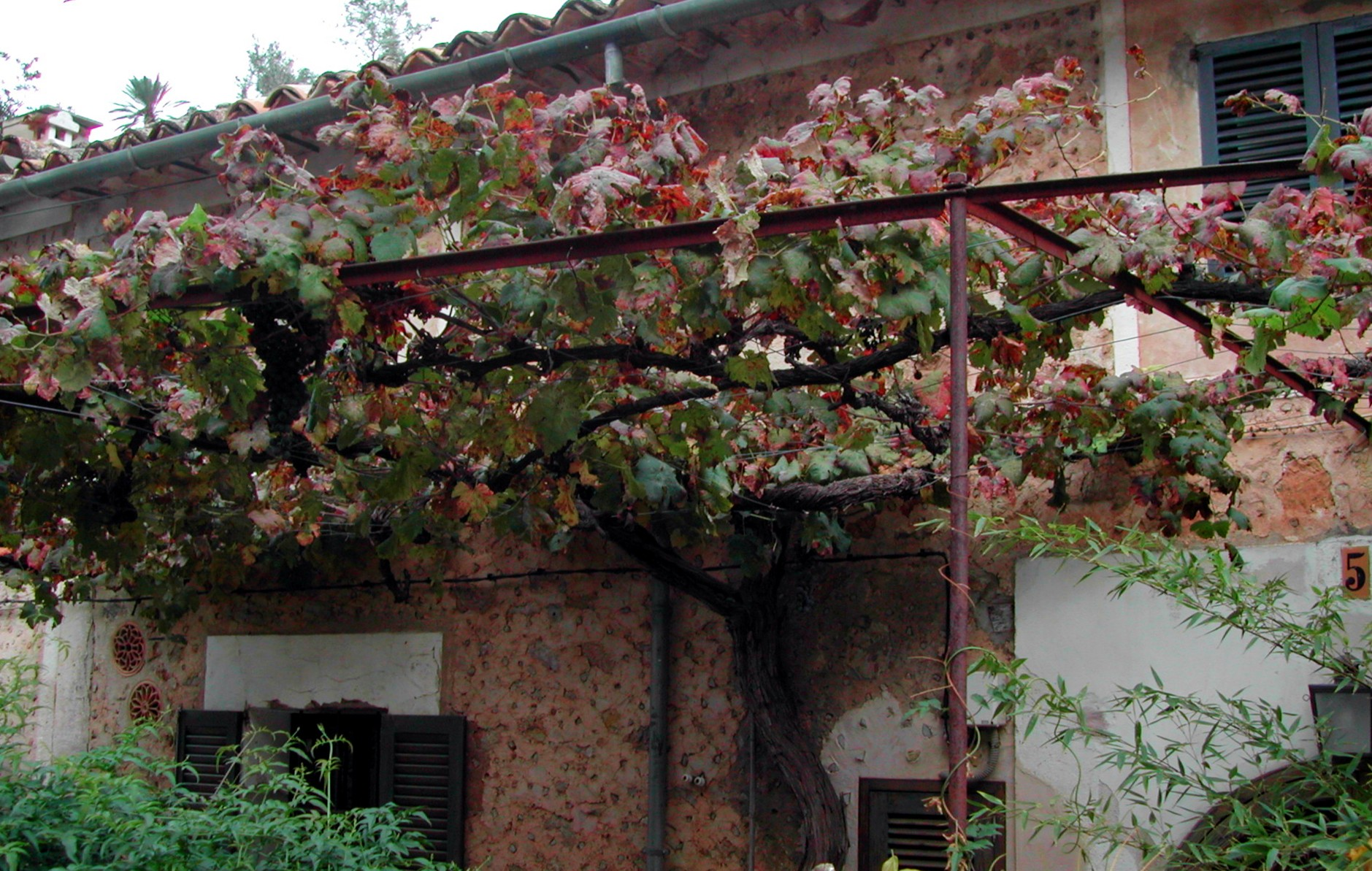
Vieille treille à Deià

De nombreux artistes (peintres, écrivains, musiciens et acteurs de cinéma) ont séjourné à Deiá et ont permis au village d’être appelé le « village des artistes de Majorque ». Parmi ceux-ci, depuis le début du XXe siècle, citons Robert Graves, Ulrich Leman, William Waldren, Santiago Rusiñol, Daevid Allen, Gilli Smyth, Andrew Lloyd Webber, Mati Klarwein, Kevin Ayers, Andy Bell, Pierce Brosnan, Anaïs Nin, Niki de Saint Phalle  et son époux Harry Matthews.
Plus tard, par l'acquisition du bien national de Son Marroig, ancienne demeure de l’Archiduc Louis-Salvador et avec celle de S’Estaca dont le propriétaire actuel est l'acteur de cinéma américain Michael Douglas, Deiá est également devenue une destination touristique appréciée.
Trois kilomètres au-dessous du village se trouve la crique de Cala Deià avec sa plage de galets et ses garages à bateaux aménagés dans des grottes naturelles.

### Fêtes
Chaque année, le festival de musique de Deià se tient en juillet et en août.